# Тествуд, Майкл
Майкл Тествуд (англ. Mike Testwuide; 5 февраля 1987, Вейл, США) — американский и южнокорейский профессиональный хоккеист. Нападающий клуба азиатской хоккейной лиги «Анян Халла» и сборной Южной Кореи по хоккею с шайбой.

## Биография
Майкл Тествуд родился 5 февраля 1987 года в городе Вейл штата Колорадо Соединённых Штатов Америки. Старший брат Джон — также хоккеист. Первым клубом игрока стал «Пайкс Пик Майнерз», в котором в молодёжной лиге Майк сыграл полный сезон. В 2004 году подписал контракт с клубом «Ватерлоо Блэк Хокс», выступающим в хоккейной лиге США. В сезоне 2004/05 провёл 46 матчей, забил 2 шайбы и отдал 8 голевых передач в регулярном сезоне и 4 матча в плей-офф, а в сезоне 2005/06 за 54 игры забросил 18 шайб и отметился 13 передачами. С 2006 по 2010 год выступал в студенческой лиге США за команду колледжа Колорадо. В сезоне 2008/09 был назначен вице-капитаном команды, а в сезоне 2009/10 играл в качестве капитана.
В 2010 году Майкл подписал контракт с клубом «Адирондак Фантомс». 3 сезона провёл в американской хоккейной лиге. В сезоне 2010/11 за 76 матчей набрал 18 плюс 21 очков по системе гол плюс пас. В сезоне 2011/12 сыграл 66 матчей, забросил 12 шайб и 17 голевых пасов. Сезон 2012/13 начинал в «Адирондак Фантомс», провёл за клуб 19 матчей и забил 2 шайбы, затем перешёл в «Абботсфорд Хит» (заменивший «Адирондак» в АХЛ), где за 9 матчей забросил ещё 2 шайбы и отметился голевой передачей.
Сезон 2013/14 ознаменовался переходом Тествуда в южнокорейским клуб «Анян Халла», выступающий в Азиатской хоккейной лиге. В сезоне игрок закрепился в основе клуба, за 42 матча набрал 54 очка. В сезоне 2014/15 за 46 матчей забил 29 шайб и отдал 32 голевые передачи. Получил южнокорейское гражданство и был вызван в распоряжение сборной Южной Кореи. Принял участие в первом дивизионе чемпионата мира по хоккею с шайбой, в 5 матчах забил 4 шайбы и отдал 4 голевых паса.
В 2016 году также сыграл 1 матч на чемпионате мира. В клубном сезоне провёл 46 матчей, забросил 35 шайб и отдал 31 голевую передачу. По итогам сезона вместе с командой завоевал титул чемпиона Азиатской лиги. Сезон 2016/17 начал как вице-капитан команды.